# لين جوس
لين جوس (بالنرويجية: Linn Gossé‏) مواليد 25 يونيو 1986، هي لاعبة كرة يد نرويجية تلعب كجناح أيسر. مثلت منتخب النرويج لكرة اليد للسيدات. حققت المركز الثاني في بطولة أوروبا لكرة اليد للسيدات 2012.

## الإنجازات
- بطولة أوروبا لكرة اليد للسيدات:
  - الميدالية الفضية: 2012

## روابط خارجية
- لين جوس على موقع الاتحاد الأوروبي لكرة اليد (الإنجليزية)
- لين جوس على موقع الاتحاد النرويجي لكرة اليد (النرويجية)